# Triangle austral
Triangulum Australe
Pour les articles homonymes, voir triangle (homonymie).
Le Triangle austral est une petite constellation de l'hémisphère sud dont les trois étoiles les plus lumineuses, de deuxième et troisième magnitude apparente, forment approximativement un triangle équilatéral.

## Histoire

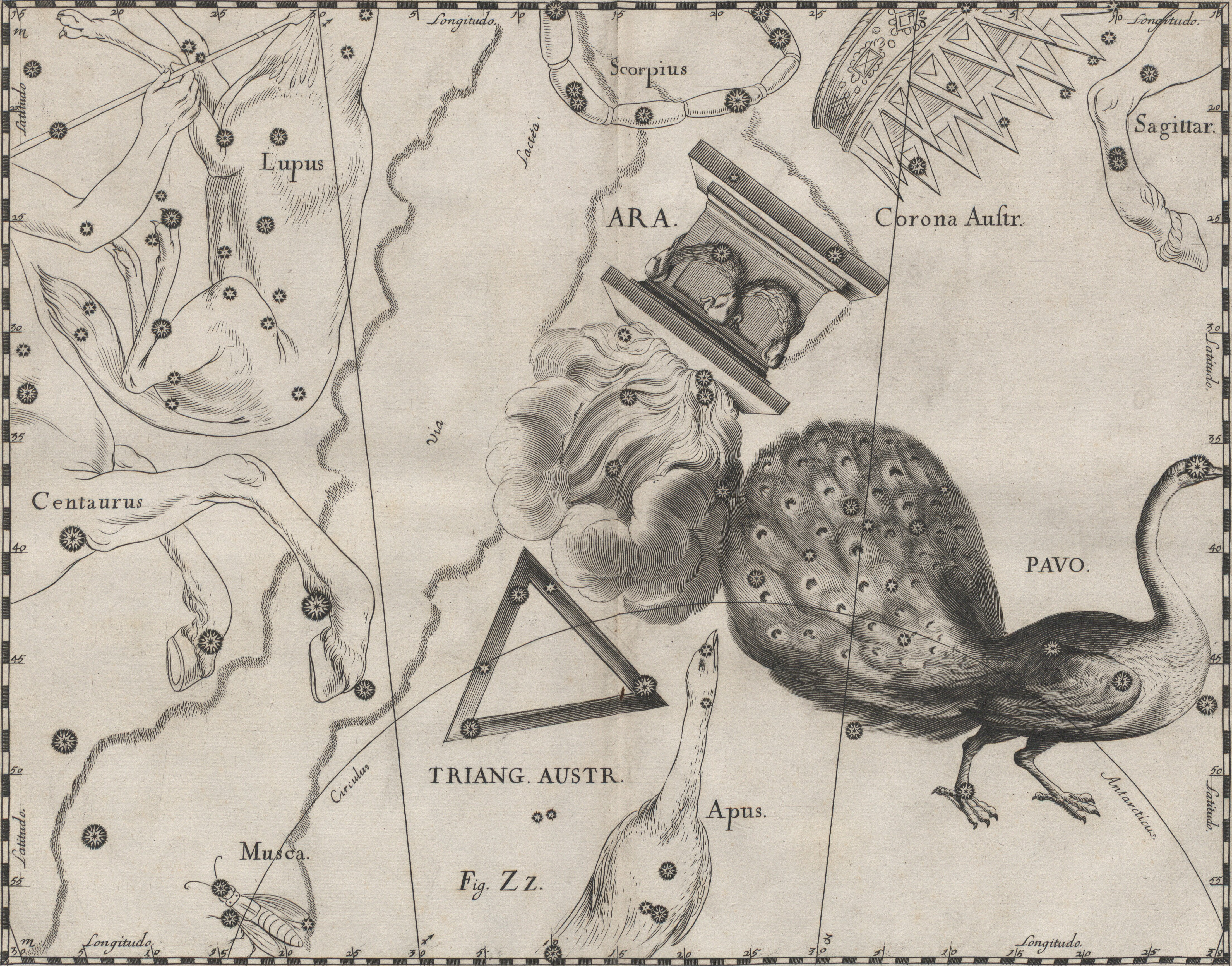
Le Triangle austral dans l'Uranographia de Johannes Hevelius.

Le Triangle austral fut introduit pour la première fois par le navigateur italien Amerigo Vespucci en 1503. Réinventée par les navigateurs néerlandais Pieter Dirkszoon Keyser et Frederick de Houtman à la fin du XVIe siècle et introduite par Johann Bayer dans son Uranometria en 1603.

## Observation des étoiles

Visibilité nocturne de la constellation.

### Localisation de la constellation
Le triangle austral est situé aux pieds du Centaure. Partant de Alpha et Bêta du Centaure, le triangle est situé à une dizaine de degrés au Sud-Est.

### Forme de la constellation
Sa forme est facilement repérable, si les conditions de visibilités sont satisfaisantes. Le triangle austral se rapproche bien d'un triangle équilatéral.

## Étoiles principales

### Atria (αTrianguli Australis)
Atria (α Trianguli Australis) est l'étoile la plus brillante de la constellation du Triangle austral avec une magnitude apparente de +1,91 (la 43e étoile la plus brillante du ciel nocturne). Distante d'environ 400 années-lumière, c'est une géante rouge-orange 2 000 fois plus brillante que le Soleil, 9 fois plus massive et s'étendant sur une ua.

### Autres étoiles
β Trianguli Australis, de magnitude apparente +2,83, est une géante relativement proche, puisque distante de 40 années-lumière.
γ Trianguli Australis, le dernier sommet du triangle, est une étoile blanche de la séquence principale de magnitude +2,87.
R Trianguli Australis est une variable céphéide, oscillant entre les magnitudes +6,0 et +6,8 sur une période de 3,4 jours.

## Objets célestes
La constellation du Triangle austral héberge l'amas ouvert NGC 6025, les nébuleuses planétaires NGC 5844 et NGC 5979 et les galaxies NGC 6156 et IC 4595.
On y trouve aussi les galaxies spirales IC 4584 et IC 4585 qui sont en interaction, IC 4584 étant partiellement déformée par les forces de marée de IC 4585. 